# Шелтон, Анна
Анна (Энн) Болейн, леди Шелтон (англ. Anne Boleyn, Lady Shelton; 28 ноября 1475, Бликлинг, Норфолк — 6 января 1555, Норфолк) — старшая сестра Томаса Болейна, 1-го графа Уилтшир и Ормонд, тётя королевы Англии Анны Болейн. Мать Мадж и Марии Шелтон.

## Биография
Энн (Анна) Болейн родилась 28 ноября 1475 года в имении Биклинг-холл в Норфолке в семье сэра Уильяма Болейна и англо-ирландской аристократки леди Маргарет Батлер. По матери она приходилась внучкой Томасу Батлеру, 7-му графу Ормонд и леди Анне Хэнкфорд. Энн была старшим ребёнком из одиннадцати детей супругов. Её мать, леди Маргарет, была сонаследницей своего отца-графа, и после его смерти получила большое состояние.
Энн Болейн не позднее 1503 года вышла замуж за сэра Уильяма Шелтона, и в этом браке родилось несколько детей. Две её дочери, Мадж и Мария, предположительно, могли быть любовницами короля Генриха VIII. В честь леди Шелтон была названа одна из дочерей её брата Томаса и леди Элизабет Говард — Анна Болейн, будущая королева Англии в браке с Генрихом VIII. Через свою племянницу, Энн стала двоюродной бабушкой Елизаветы I.
В 1533 году леди Шелтон вместе со своей сестрой, леди Клэр, были назначены ответственными за домашнее хозяйство принцессы Марии, старшей дочери короля Генриха VIII от его первого брака с опальной королевой Екатериной Арагонской, объявленной незаконнорожденной после рождения принцессы Елизаветы. Скорее всего, она получила это назначение благодаря интригам своей племянницы, Анны Болейн, чтобы заставить Марию признать её королевой. Хотя есть свидетельства, что леди Шелтон была очень строгой по отношению к принцессе, часто насмехаясь над тем, что Мария имела статус «королевской дочери, отстранённой от наследования», однако по распространённому мнению она относилась к подопечной с нежным вниманием, что раздражало её родню. К октябрю 1534 года отношение короля к дочери улучшилось, поэтому он приказал, чтобы с ней обращались хорошо. Когда в начале 1535 года принцесса заболела, леди Шелтон намекнули, что если Мария умрёт, находясь под её опекой, то её собственная жизнь окажется под угрозой. Но вскоре принцесса поправилась. К июлю 1536 года её муж, сэр Джон Шелтон был назначен контролёром общего домашнего хозяйства, созданного для принцесс Марии и Елизаветы.
В 1536 году королева Анна Болейн оказалась в заключении в Тауэре, обвиненная в супружеской измене. Чтобы ей прислуживать было назначено 5 женщин; они были обязаны передавать всё, что сказала Анна, лейтенанту Тауэра, а через него королевскому министру Томасу Кромвелю. В их числе была и леди Шелтон, которая, вероятно, поссорилась с королевой. Считается, что вскоре после ареста королевы Анны, леди Шелтон обвинила её в том, что она «разрушила репутацию» её дочери Мадж, которая стала любовницей короля Генриха, по просьбе самой Анны, вскоре потерявшей благосклонность мужа. Также известно, что Мадж была невестой одного из предполагаемых возлюбленных Анны — сэра Генри Норриса. Позднее ходило много слухов, что после казни Анны, король некоторое время изъявлял желание жениться на Мадж или её сестре Марии, с которой имел внебрачную связь. Историки спорят, была ли она на службе во время заключения королевы, и не была ли она одной из «четырёх молодых леди», которые сопровождали Анну Болейн на эшафот.
Спустя какое-то время после того как королева Анна была и казнена, леди Шелтон и её муж были уволены, хотя как минимум до осени 1536 года принцессы Мария и Елизаветы оставались под опекой Шелтонов. Позже супруги жили в поместье в Норфолке, где 22 ноября 1538 года им был предоставлен участок распущенного бенедиктинского женского монастыря в Кэрроу недалеко от Норвича. Джон Шелтон умер в 1539 году. Он попытался передать свои обширные наследникам вопреки Статуту использования, однако попытка обмануть корону была вскоре обнаружена, адвокаты, которые придумали такую схему, были наказаны; кроме того, был принят парламентский акт, чтобы противодействовать подобным «умные средствам передачи» владений.
Леди Шелтон надолго пережила мужа. Вероятно в её поместье в Шелтоне провела детство принцесса Елизавета, в церкви у неё была своя скамья. Во время правления Марии I ей даже пришлось прятаться в церкви в Шелтоне от преследований. Однако до коронации Елизаветы леди Шелтон не дожила, она умерла 6 января 1555. После того как Елизавета стала королевой, дети леди Шелтон жили при королевском дворе.
Хотя её муж был похоронен в церкви Святой Марии в Шелтоне, где сохранилось её изображение на витраже, она, возможно, была похоронена в аббатстве Кэрроу.

## Брак и дети
Муж: с ок. 1497 сэр Джон Шелтон (ок. 1472 — 21 декабря 1539), шериф в Норфолке, придворный. Дети:
- Маргарет (Мадж) Шелтон (ум. после 1555), фрейлина; муж: Томас Вудхауз (ум. 1547)[9];
- сэр Джон Шелтон[англ.] (ок. 1500 — 15 ноября 1558), придворный[9];
- Мария Шелтон (ок. 1510/1515 — 1570/1571), фрейлина, поэтесса; 1-й муж: Энтони Хэвэнингем из Кеттерингема; 2-й муж: Филипп Эппльярд[9];
- сэр Ральф Шелтон (ум. 26 сентября 1561)[9];
- Томас Шелтон (ум. после 1579)[9];
- Анна (Энн) Шелтон (ок. 1505—1563); 1-й муж: сэр Эдмунд Найвет[англ.] (ок. 1508 — 1 мая 1551); 2-й муж: Кристофер Кут[9];
- Габриэла Шелтон (ум. октябрь 1558)[9];
- Элизабет Шелтон (ум. после 1561)[9];
- Эми Шелтон (ум. ноябрь 1579)[9];
- Эмма Шелтон (ум. после 1556)[9].